# James Lapine

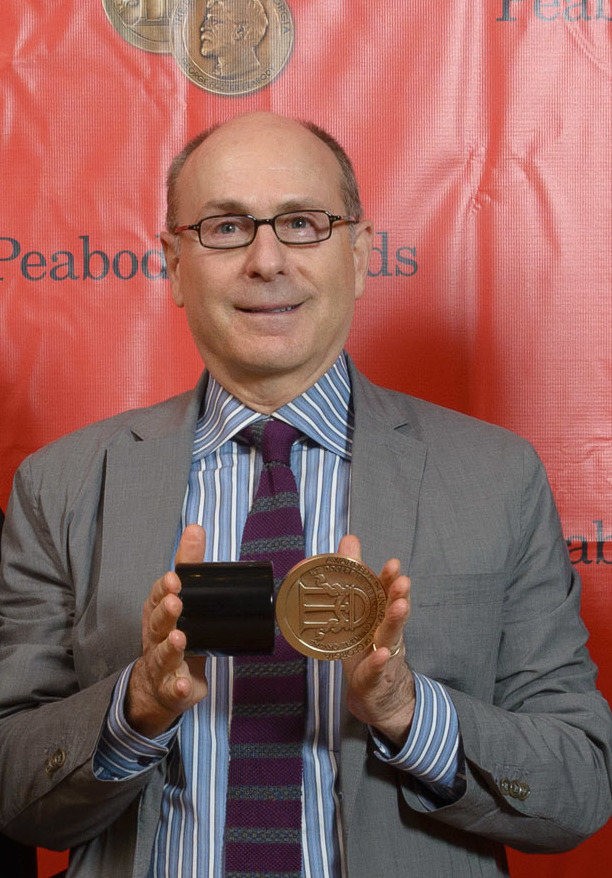
James Lapine bei der Verleihung des Peabody Awards 2014 für Six by Sondheim

James Elliot Lapine (* 10. Januar 1949 in Mansfield, Ohio) ist ein US-amerikanischer Theater- und Filmregisseur, Librettist und Drehbuchautor. Besondere Bekanntheit erlangte Lapine für seine Arbeiten an den Filmen Verliebt in Chopin (1991) und Into the Woods (2014). Lapine erhielt einen Pulitzer-Preis, drei Tony Awards und sieben weitere Nominierungen als bester Theaterregisseur und Musicalautor.

## Berufliches
Neben seinen vielen mehrfach ausgezeichneten Musicals führte Lapine auch Regie bei der Filmkomödie Hilfe! Jeder ist der Größte (1993), schrieb das Drehbuch für den Film Into the Woods (2014) und arbeitete als Regisseur und Drehbuchautor für Custody (2015).

## Privates
Lapine ist mit der Drehbuchautorin und zweifachen Oscar-Preisträgerin Sarah Kernochan verheiratet. Die beiden haben eine gemeinsame Tochter.

## Auszeichnungen (Auswahl)
- 1985: Pulitzer-Preis für das Musical Sunday in the Park with George
- 1988: Tony Award für das beste Musicallibretto von Into the Woods
- 1992: Tony Award für das beste Musicallibretto von Falsettos
- 1994: Tony Award für das beste Musicallibretto von Passion

2010 wurde Lapine in die American Theater Hall of Fame aufgenommen.

## Filmografie (Auswahl)
- 1991: Verliebt in Chopin (Impromptu)
- 1993: Hilfe! Jeder ist der Größte (Life with Mikey)
- 2016: Custody (Regie und Drehbuch)

## Literarische Werke
- Putting It Together: How Stephen Sondheim and I Created “Sunday in the Park with George”. Farrar, Straus & Giroux, New York 2021, ISBN 978-0-374-20009-1.